# Riboque
Riboque ist ein Ortsteil der Hauptstadt São Tomé auf der Insel São Tomé im Inselstaat São Tomé und Príncipe. 2012 wurden 4640 Einwohner gezählt.

## Geographie
Der Stadtteil liegt südwestlich des Campo de Futebol Vitória do Riboque an der Estrada de Riboque.
Der Stadtteil ist bekannt durch den Fußballclub Vitória Futebol Clube do Riboque.